# Abraham Chaumeix
Pour les articles homonymes, voir Chaumeix.
Abraham-Joseph de Chaumeix, né à Orléans, le 20 mai 1725 et mort à Saint-Pétersbourg le 15 novembre 1773, est un critique français.
Chaumeix acquit une certaine célébrité par le zèle téméraire qu’il mit à combattre les Philosophes de son temps et leurs doctrines. Ses contemporains manquèrent envers lui d’impartialité, les uns en le décriant, les autres en l’exaltant outre mesure. 

## Biographie
Fils d’un ingénieur des fortifications de Metz, qui s’était retiré du service dans sa terre du Chanteau, avec le grade de major du corps royal du génie, Chaumeix, trop faible de santé pour suivre la carrière militaire, embrassa l’état d’homme de lettres.
Fort de la protection du Dauphin, qui voulait bien l’admettre à des entretiens particuliers et entendre la lecture de ses ouvrages, il se croyait assuré de son avenir. Des engagements qu’il avait pris pour quelques amis compromirent sa fortune, et la mort prématurée du prince acheva de détruire ses espérances. Mais il avait levé l’étendard contre les philosophes, et surtout contre les auteurs de l’Encyclopédie et suscita les représailles que sa polémique agressive devait provoquer.
Ses Préjugés légitimes contre l’Encyclopédie, et essai de réfutation de ce dictionnaire, avec l’examen critique du Livre de l’Esprit, relevant les erreurs des cinq premiers volumes de l’Encyclopédie, soulevèrent contre lui des adversaires redoutables par le talent et l’influence qu’ils exerçaient sur l’opinion. Soutenu par le clergé et quelques personnes puissantes, Chaumeix fit d’abord tête à l’orage ; mais les encyclopédistes ne tardèrent pas à prendre leur revanche et dirigèrent contre lui l’arme du ridicule.
Henri-Joseph Dulaurens donna le signal de l’attaque par la publication d’un pamphlet virulent (tandis que l'abbé Morellet fut longtemps accusé d'avoir écrit ce libelle), intitulé Mémoires pour Abraham Chaumeix contre les prétendus philosophes Diderot et d’Alembert. Voltaire acheva la déconfiture du malheureux Chaumeix, en lui dédiant, au nom de Catherine Vadé, la satire si mordante du Pauvre Diable. Ses ennemis répandirent contre Chaumeix les calomnies, dont Voltaire se fit l’écho, qu’il avait été janséniste, convulsionnaire, vinaigrier, maître d’école, qu’il avait épousé sa servante, etc. D'Alembert l’appela « une manière de Père de l’Église ».
Quoique écrit avec une espèce d’énergie, son livre contre l’Encyclopédie est rempli de tirades déclamatoires et si un certain nombre d’observations critiques paraissent fondées, elles perdirent leur crédit par les développements hors de mesure que l’auteur leur avait donnés. Il aurait fallu d’ailleurs un talent bien supérieur au sien pour balancer le succès d’une entreprise à laquelle la faveur publique s’attachait d’une manière si prononcée.
Chaumeix ne trouva pas non plus dans le parti opposé aux philosophes tout l’appui que méritait son zèle. Découragé, inquiet pour le présent, alarmé sur l’avenir, il prit la résolution de quitter sa patrie, et d’aller chercher en Russie un calme d’existence qu’il ne pouvait plus trouver sur le sol natal. Il fut accueilli par Catherine de Russie, qui, malgré son penchant pour les philosophes, ne crut pas que leur ennemi, dont elle sut apprécier le mérite, fût indigne de ses bienfaits. Elle le chargea de l’éducation des enfants de plusieurs familles distinguées.
Elle écrivit à Voltaire que Chaumeix était devenu tolérant, et qu’il avait même rédigé un factum contre des capucins qui avaient refusé la sépulture à un Français mort subitement, sous prétexte qu’il n’avait pas reçu les sacrements. Ayant vu, à son arrivée en Russie, qu’on ne donnait pas la sépulture aux pauvres et que leurs restes étaient jetés dans les champs, confondus avec ceux des animaux, Chaumeix s’en plaignit à la tsarine, qui reconnut la justesse de ses représentations, et rendit une ordonnance par laquelle des mesures décentes furent prises pour l’inhumation des pauvres.
Séparé de sa femme et de sa fille, qui ne purent aller le rejoindre et de faible constitution Chaumeix ne résista guère aux rigueurs du climat russe.
Chaumeix a coopéré à la rédaction de plusieurs ouvrages périodiques, tels que Le Censeur hebdomadaire, publié par Daquin. On lui attribue un Nouveau plan d’études, ou essai sur la manière de remplir les places dans les collèges que les jésuites occupaient ci-devant.
Quelques bibliographes lui ont attribué, sans trop de fondement, plusieurs autres écrits anonymes contre les philosophes, et entre autres la Petite Encyclopédie, ou dictionnaire des philosophes, ouvrage posthume d’un de ces messieurs (Anvers, 1772 et 1781, in-8°). Il est possible qu’une partie des matériaux de ce livre ait été tirée de ses Préjugés légitimes, mais il fut étranger à leur mise en œuvre, car il était parti pour la Russie depuis l’année 1765.
Un autre ouvrage dans le même genre, qui lui fut attribué, est intitulé : les Philosophes aux abois, ou Lettres à messieurs les Encyclopédistes). Il a été regardé généralement comme l’auteur du Sentiment d’un inconnu sur l’Oracle des nouveaux philosophes, pour servir d’éclaircissement et d’errata à cet ouvrage, dédié à M. Voltaire mais cette attribution a été révoquée en doute par ceux qui ont mis en avant l’invraisemblance d’un livre favorable et dédicacé à ce même Voltaire qui l’avait si cruellement bafoué et se déchaînant contre l’abbé Guyon, un des siens, qui avait composé l’Oracle des nouveaux philosophes.

## Pour approfondir